# ایوانوفکا (شهرستان کارماسکالینسکی، باشقیرستان)
ایوانوفکا (انگلیسی: Ivanovka, Karmaskalinsky District, Republic of Bashkortostan) یک شهرک در شهرستان کارماسکالینسکی استان باشقیرستان کشور روسیه است.